# (21605) Reynoso
(21605) Reynoso (1999 CL81) – planetoida z pasa głównego asteroid okrążająca Słońce w ciągu 5,36 lat w średniej odległości 3,06 j.a. Odkryta 12 lutego 1999 roku.